# Historia de las escuelas militares en Honduras
Reseña histórica de las escuelas militares que se han fundado y existen en la república de Honduras.

## Primer colegio militar del Estado de Honduras
La historia de Honduras como estado independiente comenzó en el año de 1821; pero no fue hasta 1825 que se organizó como nación. Una de las bases constitutivas para defender su territorio fue el de crear una Escuela militar emplazada en el artículo 44 de la Primera Constitución Política de Honduras fechada el 11 de diciembre de ese año, dando así el nacimiento del Ejército de Honduras y de su semillero el Colegio Militar del Ejército que debía comenzar a funcionar un 1 de marzo del año de 1826 y que algunos de sus estudiantes tuvieron su primera intervención en la célebre Batalla de La Trinidad un 11 de noviembre de 1827 contra las fuerzas invasoras guatemaltecas. Previamente tales Fuerzas Federales guatemaltecas invadieron Honduras al mando del Coronel José Justo Milla y tomaron la ciudad capital de Comayagua. Acto seguido procedieron a incendiarla. 
El licenciado Dionisio de Herrera, Jefe Supremo de Estado se encontraba hecho prisionero de los invasores que se atrincheraron en el centro del país. Por su parte el secretario de la alcaldía y Teniente Francisco Morazán había escapado del ataque realizado por el enemigo en la villa de Tegucigalpa. Morazán reunió un ejército libertador y con ayuda de oficiales como el coronel José Antonio Márquez, coronel Remigio Díaz, coronel José María Gutiérrez, soldados como Francisco Ferrera y José Trinidad Cabañas, con ayuda de fuerzas nicaragüenses y salvadoreñas, encararon al enemigo conservador y lo vencieron en un hábil e ingenioso plan de batalla, mismo que es estudiado en las aulas de esta prestigiosa academia militar. Fueron muchos los que apoyaron a Morazán y sus huestes a liberar a Honduras, padres que deseaban que sus hijos aprendieran el coraje y el valor y el uso de las armas para defender la patria. 
Es así que  mediante carta magna.en la Jefatura de Estado del Coronel José Antonio Márquez quien ordena con fecha 12 de marzo de 1831 la creación de la primera Escuela Militar del Estado de Honduras, siendo sede el Cuartel San Francisco y dirigida por el colombiano coronel Narciso Benítez. De esta escuela resultó egresado el subteniente José Santos Guardiola futuro presidente de la nación. La escuela fue cerrada en 1837.

### Directores
| Rango   | Director        | Periodo     |
| ------- | --------------- | ----------- |
| Coronel | Narciso Benítez | 1831 - 1832 |

Entre los años 1835 y 1880 Honduras vivió sumida en constantes y crueles batallas y guerras entre los países centroamericanos. Por ejemplo el antiguo Director de la Escuela Militar de Honduras el coronel Narciso Benítez, acompañó a Francisco Morazán en la Batalla del Espíritu Santo desarrollada en 1838, siendo sus oponentes el general Francisco Ferrera y el teniente coronel José Santos Guardiola por parte de las fuerzas conservadoras. Además,  Centroamérica sufrió invasiones extranjeras, como la del filibustero estadounidense William Walker, apoyado por el gobierno de los Estados Unidos, pero su integridad territorial estaba defendida por sobresalientes militares como la talla del general José Trinidad Cabañas, general José Santos Guardiola, general Florencio Xatruch, capitán general José María Medina “Medinon”, general Juan Antonio Medina Orellana “medinita”, general Francisco Ferrera, general Joaquín Rivera, entre otros.

## República de Honduras
La república de Honduras se estableció a partir de 1862, siendo su primer presidente el Capitán general José María Medina. En las administraciones de Medina, el Ejército de Honduras en ese tiempo se caracterizaba por su desenvolvimiento en batallas, existía una infantería, una artillería, una caballería lanzero y caballería de dragones o (Húsares) que eran la elíte de Medina. 

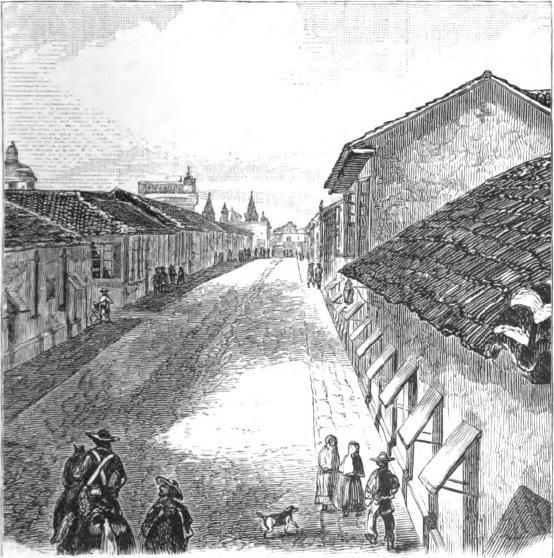
Ciudad de Comayagua en el.

## Academia militar de 1881
En la presidencia del doctor Marco Aurelio Soto y mediante la Constitución Política de la república de 1890, se establece la creación de un ejército organizado al estilo francés y para ello se contrató con los servicios del General e Ingeniero Héctor Galinier como asesor militar, Galinier se apoyaba en textos como “Táctica de infantería” del autor el Capitán general Márquez del Duero; dicha entidad estaba ordenada mediante Acuerdo del Ministerio de Guerra con fecha 22 de abril de 1881. Dicha academia comenzó sus funciones en el Cuartel San Francisco un 12 de mayo del mismo año y funcionó hasta el año de 1895, cuando era dirigida por el coronel Raimundo Navas.

### Directores
| Rango               | Director        | Periodo     |
| ------------------- | --------------- | ----------- |
| General e Ingeniero | Héctor Galinier | 1881 - 1894 |
| Coronel             | Raimundo Navas  | 1894 - 1896 |

## Escuela de cabos y sargentos
En la misma administración de Marco Aurelio Soto y como ministro de gobierno Ramón Rosa se ordenó la creación de la Escuela de Cabos y Sargentos, mediante Decreto gubernamental n.º 31, fechado el 14 de septiembre de 1883 cuya finalidad era la de egresar suboficiales para dirigir los cuarteles y guarniciones de Honduras, la escuela a lo largo de su vida útil egreso varias promociones de clases, hasta que dejó de funcionar en el año de 1895.

## Escuela de cadetes
El 30 de noviembre de 1883 asumió como presidente de la república el general Luis Bográn, la Academia Militar dejó de llamarse así y se denominó como Escuela de Cadetes en 1884. Unos años más tarde, esta escuela recibiría asistencia educativa mediante misión diplomática española compuesta por el ingeniero Francisco Cañizales Moyero, ingeniero Juan Guillen Ruiz y el teniente de ingenieros Morgado y Calvo quienes reorganizaron el sistema educativo castrense y confiaron sus aprendizajes a los estudiantes hondureños que gozaron de esta casa militar hasta 1904, año que fue disuelta.

## Academia militar que nunca abrió
Mientras estaba en la presidencia el general Domingo Vásquez, este contrato al oficial egresado de la Academia Militar de los Estados Unidos o West Point, míster Jeffries con el fin de organizara una Academia Militar en Honduras conforme a las nuevas tecnologías militares de esa época, pero quedó en nada, al estallar la revolución liberal de 1893-1894.

## Escuela militar de artillería 1894 a 1904
Para convertir un país defendible perfectamente, el presidente Policarpo Bonilla ordenó la creación de una Escuela de artillería, la que funcionó una sede en Amapala y otra en el Cuartel San Francisco ambas entre 1895 a 1899. Estas seguían el reglamento emitido en fecha 28 de febrero de 1898 siendo ministro de Guerra el general José María Reina. La escuela de artillería contaba en 1904 con 262 alumnos de estos muchos se pasaron a la nueva Escuela Militar fundada en 1904.

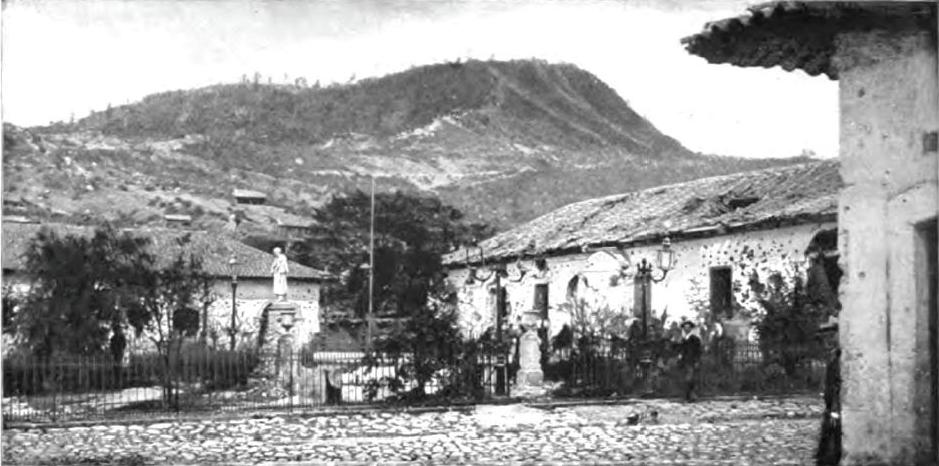
Barracas de Tegucigalpa en 1895.

## SigloXX
Este nuevo siglo de avances tecnológicos y modernistas entra a una Honduras, con un leve retraso militarista dentro del istmo Centroamericano.

## Escuela militar de Honduras de 1904
Ya en el siglo XX, siendo presidente de la nación el general Manuel Bonilla decidió la fundación de una nueva escuela militar para los jóvenes hondureños, que deseaban recibir la doctrina de las armas. La misma tuvo su nacimiento mediante el Decreto Legislativo n.º 56 de 26 de agosto de 1904, emitido por la Asamblea Nacional Constituyente, la nueva escuela de armas estaría bajo los auspicios del Ministerio de Guerra. La sede de la escuela militar estaba dividió entre los bajos del antiguo Palacio de Gobierno y otro edificio ubicado en Toncontín, en ambos en Tegucigalpa. El Director nombrado en fecha 17 de septiembre de 1904 fue el Teniente de Ingenieros Servando Muñoz, como subdirector fue nombrado el Coronel Florencio Tejada Reyes, quien dejó su función en 12 de diciembre de 1905, debido a su nuevo nombramiento como Comandante de Armas y Gobernador Político del departamento de El Paraíso, con sede en Danlí.
Los requisitos para ingresar a esta escuela eran: Tener no menos de 15 años, ni más de 21 años de edad. Tener buena condición física y no padecer de enfermedad contagiosa. Tener instrucción primaria, o por lo menos la necesaria para poder ser admitido en el curso preparatorio.
Mientras la escuela era dirigida por el Teniente Benjamín P. Sánchez (hijo del General nicaragüense Longino Sánchez) el gobierno decide mejorar la calidad de estudios militares y se entera de que el sudamericano Coronel de artillería Luis Segundo Oyarzún de nacionalidad chilena se encuentra libre de su contrato en la república de Guatemala país en el cual ejercía la docencia militar, es entonces que el gobierno de Honduras se hace de los servicios de este inteligente militar, quien inmediatamente viaja a Tegucigalpa a firmar su contrato con fecha 6 de julio de 1906, a Oyarzún se le pagarían 400 Pesos mensuales que se harían efectivos a partir del 15 de mayo de 1906.
El plan de estudios estaba dirigido a futuros oficiales y bajo textos europeos y de América del Sur, además de Código militar, Código penal, matemáticas, idioma inglés, idioma francés y ordenanzas militares. Su lema era “Conducta, Servicio y Espíritu”.
Entre los maestros se contaban con los profesores Salatiel Rosales quien impartía gramática castellana, Rafael Díaz Chávez impartía aritmética y álgebra elemental, Félix Salgado impartía geografía universal y Augusto C. Coello impartía moral militar y leyes militares. Como arma de reglamento de los cadetes se usó el Mannlicher modelo 88 con calibre de 11 mm y a solicitud del director Oyarzún se adquirieron los primeros rifles Mauser de fabricación alemana.
La escuela militar estaba centrada en los temas políticos conservadores orientados por el gobierno de Bonilla, los estudiantes en 1907 fueron puestos a prueba en combate, debido a los rencillas liberales y conservadoras hondureñas, por su parte los liberales alentados por el presidente de Nicaragua, general José Santos Zelaya hacían incursiones armadas desde la frontera hasta Tegucigalpa, fue cuando el gobierno de Honduras atacó puntos nicaragüenses y se desató el Conflicto armado en Honduras de 1907, unos estudiantes fueron designados a Los Llanos de Lizapa en el departamento de El Paraíso y otros en Namasigüe, departamento de Choluteca, los que se presentaron en este lugar vivieron en carne propia la dura Batalla de Namasigüe en la que él Ejército de Honduras fue derrotado por las fuerzas combinadas del Ejército Liberal de Honduras y del Ejército de Nicaragua que usaron poderosas y modernas ametralladoras adquiridas y previamente instruidos por oficiales alemanes; esto terminó con la caída en la administración del general Manuel Bonilla y colocando un triunvirato al frente del general Miguel Oquelí Bustillo y posteriormente la colocación del doctor Miguel Rafael Dávila Cuéllar como presidente de Honduras. Dávila cambio por completo el temario de la escuela militar, haciéndola más rigurosa, de esta manera en 1907 solo se graduaron 29 oficiales que aplicarían para el recién creado Estado Mayor del Ejército, en el año de 1912 los oficiales graduados solo fueron veinticinco.
Bonilla regresó a la presidencia del país el 1 de febrero de 1912, vio que la Escuela Militar no era la misma que se había fundado hace unos ocho años atrás y las metodologías estaban menos acordes con el principio educativo y el de las armas, es por ello que en fecha 30 de noviembre del mismo año, decidió cerrarla por completo.
De esta escuela entre muchos otros, egresaron el 30 de enero de 1908:
- Alférez José Inocente Triminio Osorio,
- Alférez Abel Villanueva Villacorta[9]
- Alférez José Ernesto Alvarado, conocido como "Alvaradito",[10]
- Alférez Vicente Tosta Carrasco,[11]
- Alférez Trinidad Fiallos,
- Alférez Filiberto Flores Canales,
- Alférez Arnulfo Flores Canales,
- Alférez Andrés González.

### Directores
| Rango                 | Director               | Periodo                            |
| --------------------- | ---------------------- | ---------------------------------- |
| Coronel e Ingeniero   | Servando Muñoz         | 1904 - 1905                        |
| Coronel               | Florencio Tejada Reyes | 1904 - 1905 (Subdirector Interino) |
| Coronel               | Benjamín P. Sánchez    | 1905 - 1906                        |
| Coronel de artillería | Luis Segundo Oyarzún   | 1906 - 1909                        |
| Clausurada            | 1912                   |                                    |

## Adquisición de inmuebles para sedes militares
El gobierno de Honduras para facilitar la instrucción militar compró los edificios siguientes a forma de sedes militares estables, el Cuartel San Francisco a un valor de $30 000 pesos, Casa Mata a un valor de $13 000 pesos, Cuartel La Isla a un valor de $12 000, Casa Cuartel Cedros a un valor de $6500 y Casa Cuartel de Cantarranas a un valor de $13 000 pesos.

## Escuela de artillería
En el mismo año de 1904, el presidente Manuel Bonilla también autorizó la creación de una Escuela Práctica de Artillería, muy aparte de la Escuela Militar, después de la derrota de Bonilla y su separación como presidente en 1907, la escuela de artillería continuó funcionando, reorganizada por el entonces nuevo presidente Miguel Rafael Dávila Cuéllar y suprimida en su totalidad en 1909, disque aduciendo “falta de disciplina” aunque bien se sabe que algunos detractores de Dávila, se encontraban en cualquier parte de Honduras y más en Amapala donde principio un levantamiento en su contra.
La escuela de artillería fue reorganizada el 27 de noviembre de 1911 siendo presidente provisional de Honduras el doctor Francisco Bertrand Barahona, se colocó como director al oficial guatemalteco coronel Felipe Pineda C. quien abrió una nueva brecha en la educación militar y en lo referente a la artillería de campo.
De los 279 estudiantes que acudían a esta escuela militar entre 1907 a 1911, cien desertaron y un número igual fue despedido por mala conducta.
En 1914 la escuela de artillería era dirigida por el oficial francés coronel Alfredo Labreau, que tuvo que ser apartado de su cargo debido a un amotinamiento de los cadetes que estaban en su contra y el edificio sufrió daños ocasionados por algunos alumnos borrachos.
La escuela recibió un castigo de cese de funciones hasta ser reabierta en el mes de septiembre de 1915, bajo la nueva dirección del hondureño coronel Miguel Ángel Ramos, quien era un oficial egresado del Colegio Militar de Chapultepec, en México.
Esta escuela militar se fue convirtiendo en la primera en egresar oficiales para el ejército de Honduras, su última promoción saldría el 13 de enero de 1917 siempre en la presidencia de Francisco Bertrand Barahona quien la clausuró definitivamente.

### Directores
| Rango                      | Director                        | Periodo     |
| -------------------------- | ------------------------------- | ----------- |
| Coronel e Ingeniero        | Felipe Pineda C.                | 1911 - 1912 |
| Coronel                    | Agapito Ruiz Torres             | 1912 - 1913 |
| Coronel                    | Anacleto Ramón Cisneros “Cleto” | 1913 - 1913 |
| Coronel de artillería      | Alfredo Labreau                 | 1913 - 1914 |
| Coronel de artillería      | Miguel Ángel Ramos              | 1914 - 1917 |
| Clausurada definitivamente | 1917                            |             |

## Academia militar de Honduras de 1917 a 1919
El presidente Francisco Bertrand Barahona, también conocía los efectos de tener una escuela militar a fin a los propósitos de egresar oficiales para dirigir al Ejército de Honduras, es cuando se optó y decreto en la sala del Congreso Nacional de Honduras la aprobación del Decreto n.º 11 de fecha 11 de enero de 1917, en la cual se ordenaba la fundación de una Academia Militar Básica, de ella saldrían los futuros oficiales para el Estado Mayor del Ejército y con conocimientos de infantería, caballería, artillería y más conocimientos administrativos y militares. Se nombró como director del nuevo centro de estudios al Coronel de artillería Miguel Ángel Ramos y como subdirector al coronel Joaquín Medina Planas (hijo del general de brigada Juan Antonio Medina Orellana), que estuvieron en la celebración de la inauguración en el mes de agosto de 1917 junto con el presidente Francisco Bertrand Barahona, ministro de Guerra Santiago Meza Cálix y demás autoridades gubernamentales del país.
La academia formalmente abrió las puertas y año lectivo en el mes de febrero de 1918, en el presente año, las instalaciones y el centro educativo iban bien encaminados, sucedió que en 1919 el presidente Francisco Bertrand Barahona se declaró dictador en el sentido de que deseaba que su cuñado el abogado Nazario Soriano diplomático radicado en Estados Unidos de América,
fuera su sucesor en las elecciones de 1919, los demás candidatos políticos no aceptaban el “dedazo” que estaba cometiendo Bertrand Barahona por lo que le declararon la guerra en junio desatándose la primera guerra civil de Honduras, en Acuerdo de fecha 30 de julio la Academia Militar fue cesada y el local fue ocupado por la Comandancia del Primer Regimiento de Artillería de Tegucigalpa, con el fin de repeler los ataques revolucionarios y que terminó con la huida de Bertrand quien sale rumbo a Estados Unidos un 9 de septiembre del mismo año y los opositores liberales liderados por el general Rafael López Gutiérrez solicitaron que se realizaran Elecciones generales de Honduras de 1919 y en las cuales el doctor Francisco Bográn Barahona saldría victorioso y declarado “de facto”.

### Directores
| Rango                 | Director              | Periodo                                |
| --------------------- | --------------------- | -------------------------------------- |
| Coronel de artillería | Miguel Ángel Ramos    | 1917 - 1919                            |
| Coronel               | Joaquín Medina Planas | 1917 - 1919 (subdirector interino)     |
| Clausurada            | 30 de julio de 1919   | Véase primera guerra civil de Honduras |

## Academia militar de Honduras de 1930
Honduras no volvió a tener una escuela militar desde 1919, es cuando el ministro de Defensa, Guerra y Marina, general Francisco Matías Fúnez, en un informe presentado ante el Congreso Nacional de Honduras en el mes de enero de 1927, sugiere y promociona la idea de crear una academia militar, el Coronel Luis Segundo Oyarzún también se presentaría en abril del mismo año, como asesor militar y demostró la eficacia y disponibilidad para la creación de la Academia Militar, misma que no vio fruto positivo alguno. Consecuentemente Honduras sufrió en 1924 la Segunda guerra civil de Honduras donde cayó el presidente Rafael López Gutiérrez quien se había declarado dictador y después los levantamientos armados del general intibucano Gregorio Ferrera contra el presidente y general Vicente Tosta Carrasco.
En la presidencia del doctor Vicente Mejía Colindres se estudia la posibilidad de reorganizar el Ejército de Honduras, también crea la Escuela Nacional de Aviación de Honduras mediante Decreto de fecha 10 de abril de 1931 y se autoriza la apertura de una Academia Militar de Honduras, bajo dirección del general Abel Villanueva Villacorta, subdirector coronel Salvador Alvarado, Secretario Rodolfo Montes, escribiente Marcial Galeano.
Estalló la Tercera guerra civil de Honduras teniendo como enemigo del pueblo hondureño al general Gregorio Ferrera por sus pretensiones de llegar a administrar el país, el presidente en funciones Vicente Mejía Colindres le hizo frente al mando del ejército leal a la patria, los desastres fueron de grandes proporciones, tales que la Academia Militar tuvo sendos problemas y el 13 de abril de 1932 el director dejó el cargo debido al impago de maestros, deudas y otros problemas, le sustituyó el coronel Mateo Ortega, que finalmente cedió al no poder mantener abierto el establecimiento educacional y el 31 de abril del mismo año, cerró las puertas definitivamente.

### Directores
| Rango      | Director                   | Periodo     |
| ---------- | -------------------------- | ----------- |
| General    | Abel Villanueva Villacorta | 1930 - 1932 |
| Coronel    | Mateo Ortega               | 1932 - 1932 |
| Clausurada | 1932                       |             |

## Academia militar de aviación
En la presidencia constitucional del doctor y general Tiburcio Carias Andino entre 1933 a 1936, este dio gran importancia a la creación de escuelas militares, la policía nacional y de investigación, el gobierno de Carias Andino contrato los servicios del estadounidense coronel de aviación William C. Brooks como director del centro educativo y el 25 de enero de 1936 fue abierta formalmente la Escuela Militar de Aviación que en octubre de 1937, se denominó como Escuela de Aviación Militar Capitán Roberto Raúl Barahona Lagos” emitido mediante acuerdo EMG-n.º 59 y de la cual tres años después (1939) entrega nueve aviadores militares. Para el conflicto bélico de la Guerra del Fútbol o de las "Cien Horas" entre la república de El Salvador y Honduras, algunos egresados de esta prestigiosa escuela militar fueron puestos a prueba en los combates aéreos, con el fin de contrarrestar la invasión salvadoreña.
En 1980 dicha sede fue trasladada a la Base Aérea de Palmerola en el departamento de Comayagua, siendo ésta escuela es la más antigua de la república de Honduras y el 23 de enero de 1985 en un acto simbólico la Escuela Militar de Aviación fue renombrada como Academia Militar de Aviación Capitán Roberto Raúl Barahona Lagos, mediante Acuerdo EMH-006. Hasta 1994 la dirección permite el ingreso de señoritas al estudio mecánico aeronáutico y aviación y es en 5 de febrero de 1996 cuando egresan las primeras cadetes mujeres como pilotos y técnicos.

## Escuela de aplicación de oficiales[15]
Los gobiernos de Honduras y Estados Unidos de América suscribieron un convenio de asistencia militar el 1 de marzo de 1946, fue asignado como jefe de la misión militar, el coronel Russel D. Funk, quien hiciera una organización militar más adecuada del Ejército de Honduras, sino que se adquirió conocimientos con equipo norteamericano a través del sistema MAP, a iniciativa del gobierno hondureño se creó la Escuela de Aplicación de la Misión, que más tarde el coronel Funk denominó “Escuela de Aplicación del Ejército”, que inició su funcionamiento el 20 de julio de 1946, en el antiguo cuartel de veteranos, más conocido como Cuartel “Francisco Morazán” y se nombró como Director al Capitán José López Aguilar, recién egresado del Curso Básico para Oficiales en Fort Benning, Georgia, Estados Unidos de América, las instrucciones normales dieron inicio el 23 de octubre, con un curso nocturno, el cual finalizó en fecha 13 de julio de 1947, con la graduación de ocho oficiales.
Con la modernización de las Fuerzas Armadas de Honduras, se ideó la fundación de la Escuela de Aplicación para Oficiales la cual fue creada mediante el Acuerdo N.º 58, con fecha 1 de enero de 1972 y que tendría como sede el Cuartel San Francisco.

### Heráldica
El lema de la escuela es: "Forjadores del futuro, no herederos del pasado”. La Insignia de la Escuela de Aplicación para Oficiales del Ejército, está representada por un Escudo Francés, terciado en banda azul, blanco y azul, en la parte superior en sable (color negro), la siguiente inscripción en números romanos: I-IX-MCMLXXII. En medio del conjunto está un gladio triunfante, o sea una espada romana; el conjunto está timbrado de un carcaj de oro y en la parte inferior en latín se puede leer en letras en sable (color negro) NON RISTARE APTARE que significa: "No Descanses Aprende", enseguida vemos dos fusiles cruzados en oro y dos ramas de laurel.

### Himno
Himno de la Escuela de Aplicación de Oficiales del Ejército
SALVE ESCUELA CRISOL DE GUERREROS,

MANANTIAL DONDE SIEMPRE HA DE HABER

UNA CIMA RADIANTE DE ESFUERZO

Y UNA CLARA Y HONESTA MISIÓN

NUESTRA ESCUELA ES UN FARO CONSTANTE

QUE DESCANSA EN LA PATRIA SUBLIME

EN SUS CIELOS Y SUS CAMPOS ABIERTOS

Y EN EL VERDE PROFUNDO DEL MAR.(BIS)

SOLO 

NUESTRA ESCUELA NOS DICE ADELANTE

NO DESCANSES, APRENDE, RAZONA,

QUE LA PATRIA ES EMBLEMA DE GLORIA

"SACRIFICIO, HONOR Y LEALTAD"

TRILOGÍA DE FUEGO ES LA NUESTRA

PAN DIVINO DE ETERNO SABER

UNA DIAFANA SENDA FULGENTE

Y UN BASTIÓN DE TRABAJO Y DE PAZ.

### Directores
| Rango                                 | Director                           | Periodo                                     |
| ------------------------------------- | ---------------------------------- | ------------------------------------------- |
| Coronel de infantería                 | Ramón Reyes Sánchez                | 1 de enero de 1972 - 1 de enero de 1975     |
| Coronel de infantería                 | César Elvir Sierra                 | 1 de febrero de 1975 - 30 de marzo de 1975  |
| Coronel de infantería                 | Daniel Balí Castillo               | 30 de marzo de 1975 - 15 de octubre de 1975 |
| Coronel de infantería                 | Daniel Ferrera Suazo               | 16 de octubre de 1975 - 1976                |
| Coronel de infantería                 | José A. Bueso Rosa                 | 1976 - 1977                                 |
| Coronel de infantería                 | Guillermo Thuman Cordón            |                                             |
| Coronel de infantería                 | Ronie H. Martínez                  |                                             |
| Coronel de infantería                 | Carlos O. Reyes Barahona           |                                             |
| Coronel de infantería                 | Álvaro Antonio Romero Salgado      |                                             |
| Teniente Coronel de infantería        | Ramón Rosa Martínez Domínguez      |                                             |
| Teniente Coronel de infantería        | Claudio Alberto Laínez Coello      |                                             |
| Coronel de infantería                 | José Óscar Flores                  |                                             |
| Teniente Coronel de infantería        | Noé Flores Velásquez               |                                             |
| Teniente Coronel de infantería        | José Francisco Bustillo Murcia     |                                             |
| Coronel de infantería                 | Williams Allan Copeland Echeverría |                                             |
| Coronel de infantería                 | Jorge Alberto Cubas                |                                             |
| Coronel de infantería                 | Marco Antonio Bonilla Reyes        |                                             |
| Coronel de infantería                 | Daniel Barahona Reyes              |                                             |
| Coronel de infantería                 | Isaac Ramón Santos Aguilar         |                                             |
| Teniente Coronel de infantería        | Héctor Leonel Pavón López          |                                             |
| Teniente Coronel de infantería        | Romeo Orlando Vásquez Velásquez    |                                             |
| Coronel de infantería                 | Carlos Eduardo Andino Cobos        |                                             |
| Coronel de infantería                 | Santos Danilo Soto Ponce           |                                             |
| Coronel de infantería                 | Roque Jacinto Arias Závala         |                                             |
| Coronel de infantería                 | Natanael Guevara Muñoz             |                                             |
| Coronel de infantería                 | Bartolomé Funez Castellón          |                                             |
| Coronel de infantería                 | Óscar Alfredo Flores Barahona      |                                             |
| Coronel de infantería                 | José Enrique Hernández Castro      |                                             |
| Coronel de infantería                 | José Manuel Alvarado Romero        |                                             |
| Coronel de infantería                 | Bayardo Emilio Bustillo Cerrato    |                                             |
| Coronel de infantería                 | Gustavo Adolfo Amador Funez        |                                             |
| Teniente Coronel de caballería D.E.M. | Otilio Javier Sabillón Canales     |                                             |

## Academia Militar de Honduras General Francisco Morazán
Durante la administración del presidente doctor y general Juan Manuel Gálvez fue creado la Escuela Básica de Armas, denominada después Escuela de Aplicación del Ejército, en el mes de junio de 1949 fue la creación de la Escuela de Cabos y Sargentos, orientada a la rama de artillería. Seguidamente en 1952 se funcionaron la Escuela de Aplicación del Ejército, la Escuela Básica de Armas y la Escuela de Cabos y Sargentos mediante orden gubernamental en el mes de abril para dar paso a la fundación de la Escuela Militar de Honduras General Francisco Morazán, que funciona en Tegucigalpa. La Escuela pasó a ser formalmente como Academia Militar de Honduras General Francisco Morazán. El 1 de febrero de 1957, mediante acuerdo EM n.º 164 se dio una nueva organización a la Escuela Militar “General Francisco Morazán”, se nombró como Director al Mayor José Fausto Agüero, se creó la primera Compañía de Caballeros Cadetes, siendo su primer Comandante el Teniente de Infantería Carlos Villanueva Doblado, graduado en la Escuela Militar de El Salvador.
Los requisitos de admisión que se establecieron en 1952 fueron los siguientes: Edad mínima de 13 años y no mayor de 18 años. Nacionalidad Hondureña. Ser solteros y no haber estado casado. Estatura no menor de 155 cm. Gozar de buena salud. Haber cursado y aprobado los 3 primeros años de educación secundaria.
Se dieron alta 123 aspirantes, 5 de los cuales desertaron quedando 118 cadetes.
La Escuela Militar ofrecía un ciclo de dos años y medio para obtener el Título de Bachiller en Ciencias y Letras y el grado de Subteniente de Infantería en el ejército nacional. Se pretendía ofrecer a los alumnos la preparación necesaria para ingresar a las facultades universitarias y una vez culminados sus estudios superiores, pasar a integrar los cuadros oficiales, en los diferentes servicios de las Fuerzas Armadas de Honduras.
La Escuela Militar como centro de las Fuerzas Armadas no exigía pagos de colegiatura ni contribuciones de ninguna especie. Los Cadetes eran becados del Estado y esto les proporcionaba estudios, uniforme, calzado, alimentación y atención médica, con el único compromiso de servir a las Fuerzas Armadas por un período igual al que hubiera permanecido en la Escuela Militar.

## Escuela de paracaidismo militar
Los primeros paracaidistas hondureños fueron: El Subteniente de infantería Rolando Mejía Garrigo, Subteniente de infantería Daniel Balí Castillo y subteniente de infantería Leonel Gutiérrez Minera egresados de la Escuela de Paracaidismo del Ejército de Guatemala en 1964, al año siguiente el Teniente de Infantería Rigoberto Regalado Lara y el Sargento Jorge Espinal terminan los cursos Básicos de Paracaidismo y de empacadores (RIGGER) en Fort Sherman, república de Panamá.
En el año de 1966 el oficial Teniente Rigoberto Regalado Lara, graduado en la escuela de Fort Sherman, en Panamá, inicia con el primer curso de paracaidismo dirigido para el personal de la Fuerza Aérea Hondureña (FAH), como en Honduras, no existían plazas logísticas se tuvo que realizar en la escuela de paracaidismo de la Fuerza Aérea Salvadoreña (FAS) en la república de El Salvador, de dicho curso egresaron veinticinco paracaidistas, debidamente instruidos con las normas y estándares mundiales del paracaidismo militar mundial. Tres años después en 1969, se realizaría el conflicto armada entre los dos países centroamericanos y el cual trajo muchas rivalidades militares y ocasionando el inicio de la carrera armamentista entre sí.
En 1972 se construyó un centro apto para realizar los cursos de paracaidismo militar en la Base Militar de la Primera Brigada de Infantería localizada en Támara, departamento de Francisco Morazán y bajo observancia del teniente Rigoberto Regalado Lara fueron graduados treinta nuevos paracaidistas. Al año siguiente una representación de paracaidistas del Agrupamiento Táctico Especial de Honduras, se trasladan a la Escuela de Paracaidismo de la Guardia Nacional de la república de Panamá, con el fin de asistir al Curso de Maestros en Paracaidismo, egresando cuatro hondureños como maestros de salto, entre ellos el Teniente Jorge Alberto Puerto Martínez. El 22 de febrero del siguiente año, es inaugurada la Escuela Militar de Paracaidismo de las Fuerzas Armadas de Honduras, construida bajo el apoyo del Ejército estadounidense.

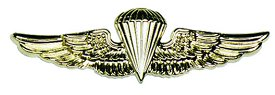
Insignia de Alas de Paracaidista hondureño.

### Primera dirección de la escuela
La dirección de la escuela y jefes de las secciones de personal e instrucción eran los siguientes oficiales:
- Director Teniente coronel José Rosa Borjas,
- Subdirector al Mayor Rigoberto Regalado Lara,
- Jefe Sección de Instrucción al Teniente Jorge Alberto Puerto Martínez,
- Jefe Sección de Evaluación al Sargento Francisco Javier Lima B.,
- Jefe Sección de Servicios al Sargento Roberto B. Estrada Borjas.[17]

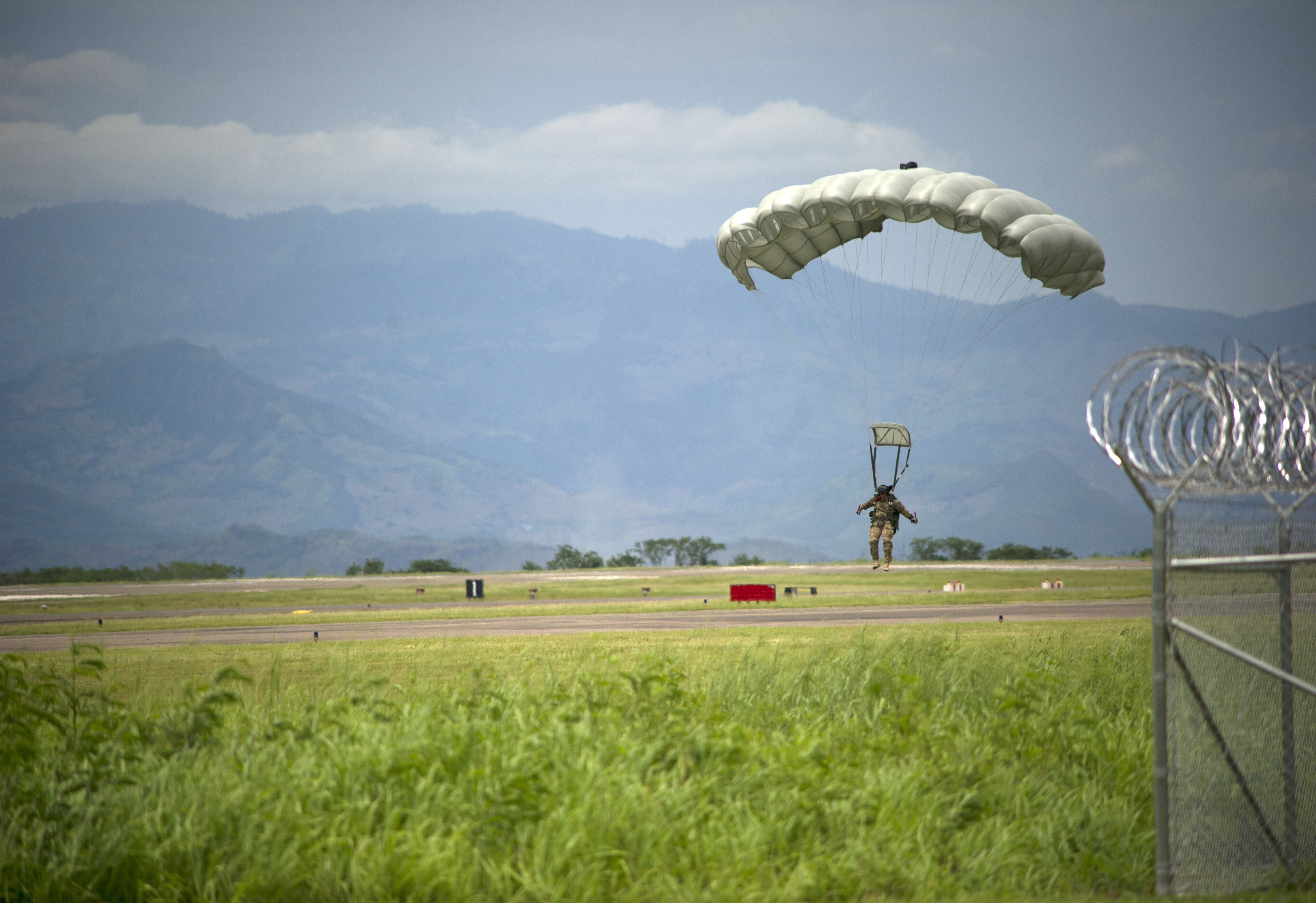
HALO prácticas de saltos en paracaídas entre Fuerzas especiales del 7.º Grupo estadounidense y del 15.º Batallón hondureño.

## Academia nacional policial
La Academia Nacional de Policía de Honduras General José Trinidad Cabañas, es una escuela policial creada en el mes de enero de 1975. La policía de Honduras estuvo bajo comandancia de las Fuerzas Armadas de Honduras hasta la década de los noventa, que paso formalmente a ser adcrito de una Secretaría de Seguridad del Poder Ejecutivo de Honduras.
Los cadetes egresan con el rango de subinspector de policía y Licenciado en Ciencias Policiales, los cuales podrán ampliar sus estudios en la Universidad de Defensa Nacional:

## Academia naval
Fue fundada mediante Acuerdo presidencial n.º 0725 de fecha 14 de agosto de 1976, la Fuerza Naval de Honduras, cuya finalidad es el resguardo del territorio marino nacional tanto en el Mar Caribe, como en el Golfo de Fonseca, seguidamente con Acuerdo n.º 013 del 28 de febrero de 2000, la Academia Naval de Honduras tiene su actual sede en la ciudad puerto de La Ceiba donde se dedica a la formación de oficiales navales con el grado de Alférez de Fragata y licenciados en ciencias navales.

## Liceo militar del norte
Institución mixta y privada ideada por las Fuerzas Armadas de Honduras localizada en la ciudad de San Pedro Sula y fundada mediante Acuerdo EMH-110 de fecha 5 de abril de 1983, admite jóvenes entre edades comprendidas de 6 a 15 años, de acuerdo al nivel educativo preescolar, primario y secundario según las normativas de la Secretaría de Educación Pública de Honduras y con instrucción básica militar, egresando con el grado de Subtenientes de Reserva para el Ejército de Honduras.

## Universidad de Defensa de Honduras
Fundada a partir del Plan de fortalecimiento y modernización de las Fuerzas Armadas de Honduras, establecidos en el marco del Plan Estratégico 2000-2005, mediante acuerdo de la Secretaría de Defensa Nacional y la Jefatura de las Fuerzas Armadas. La Universidad de la Defensa de Honduras será la encargada de formar, capacitar, especializar y egresar profesionales de las Ciencias Militares.
La Universidad laborara en tres facultades, siguientes:
- La Facultad de Ciencias Militares en el campus de la Academia Militar "General Francisco Morazán", con sede en la aldea Las Tapias, Distrito Central.
- La Facultad de Ciencias Aeronáuticas en la Academia Militar de Aviación" Capitán Raúl Barahona Lagos", con sede en Palmerola, en el departamento de Comayagua.
- Facultad de Ciencias Navales en la Academia Naval, en la ciudad de la Ceiba, en el departamento de Atlántida.